# Ibrahim Si Ammar
Ibrahim Si Ammar (en arabe : ابراهيم سي عمار) est un footballeur algérien né le 29 novembre 1987 à Blida. Il évolue au poste de milieu offensif au RC Relizane.

## Biographie
Il évolue en première division algérienne avec les clubs de la JS Kabylie, de l'USM Blida, du DRB Tadjenanet, de l'AS Aïn M'lila avant d'aller au NA Hussein Dey en septembre 2020.
Il participe à la Ligue des champions de la CAF saison 2014-15 avec El Eulma. Il joue 4 matchs dans cette compétition africaine.